# Eupsophus migueli
Eupsophus migueli är en groddjursart som beskrevs av J. Ramón Formas 1978. Eupsophus migueli ingår i släktet Eupsophus och familjen Cycloramphidae. IUCN kategoriserar arten globalt som starkt hotad. Inga underarter finns listade i Catalogue of Life.